# Nielsen Glacier
Nielsen Glacier är en glaciär i Antarktis. Den ligger i Östantarktis. Nya Zeeland gör anspråk på området. Nielsen Glacier ligger 175 meter över havet.
Terrängen runt Nielsen Glacier är huvudsakligen kuperad, men söderut är den bergig. Havet är nära Nielsen Glacier åt nordost. Trakten är obefolkad. Det finns inga samhällen i närheten. 